# Nikolaus Ludwig von Zinzendorf
Nikolaus Ludwig von Zinzendorf, född 26 maj 1700 i Dresden, död 9 maj 1760 i Herrnhut, var en tysk greve, ämbetsman och präst, regeringsråd i Dresden och var Brödraförsamlingens biskop i Herrnhut och grundare av herrnhutismen, tillika psalmförfattare. Herrnhutismen är en kristen rörelse som betonar ett innerligt förhållande till Jesus. Deras tro har känslosvärmiska och sensuella inslag. Zinzendorf finns representerad i Missionsförbundets sångbok Sånger och psalmer 1951 och Den svenska psalmboken 1986 med en psalm.

## Eftermäle
Asteroiden 11485 Zinzendorf är uppkallad efter honom.

## Psalmer
- Hjärtan, enigt sammanslutna (nr 58/1986), 1725. Finns på Wikisource.
- Christi Blut und Gerechtigkeit, 1739. Översatt till engelska Jesus! thy blood and righteousness av John Wesley 1740 och publicerad i The Church Hymn book 1872 (nr 816).